# Oeverpluisdraadmos
Oeverpluisdraadmos  (Amblystegium varium) is een soort mos uit het geslacht pluisdraadmos (Amblystegium).

## Ecologie
Oeverpluisdraadmos groeit op permanent natte, basische tot neutrale, mesotrofe tot eutrofe standplaatsen zoals bijvoorbeeld beekoevers, slootkanten, rietlanden en grienden. 